# Eupteryx tamindanica
Eupteryx tamindanica är en insektsart som beskrevs av Dlabola 1981. Eupteryx tamindanica ingår i släktet Eupteryx och familjen dvärgstritar.
Artens utbredningsområde är Iran. Inga underarter finns listade i Catalogue of Life.